# بكر هوساوي
بكر جميل ساني هوساوي مواليد 4 يوليو 1995 في مكة في السعودية، هو لاعب كرة قدم نيجيري حاصل على الجواز البحريني من مواليد السعودية يلعب لنادي الرفاع الشرقي البحريني
لعب سابقاً في نادي أحد ونادي هجر ونادي الشعلة ونادي العين ونادي الغزوة .